# Ulm Rangierbahnhof
Ulm Rangierbahnhof is een spoorwegstation voor goederenvervoer in de Duitse plaats Ulm.   

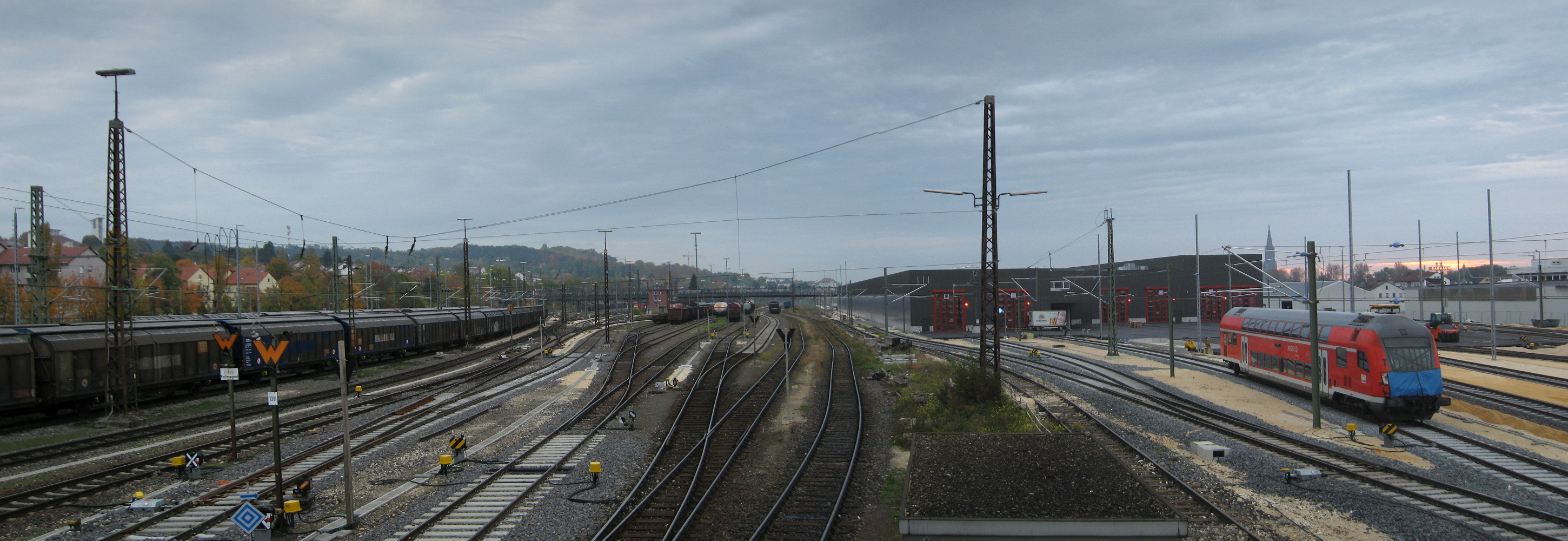
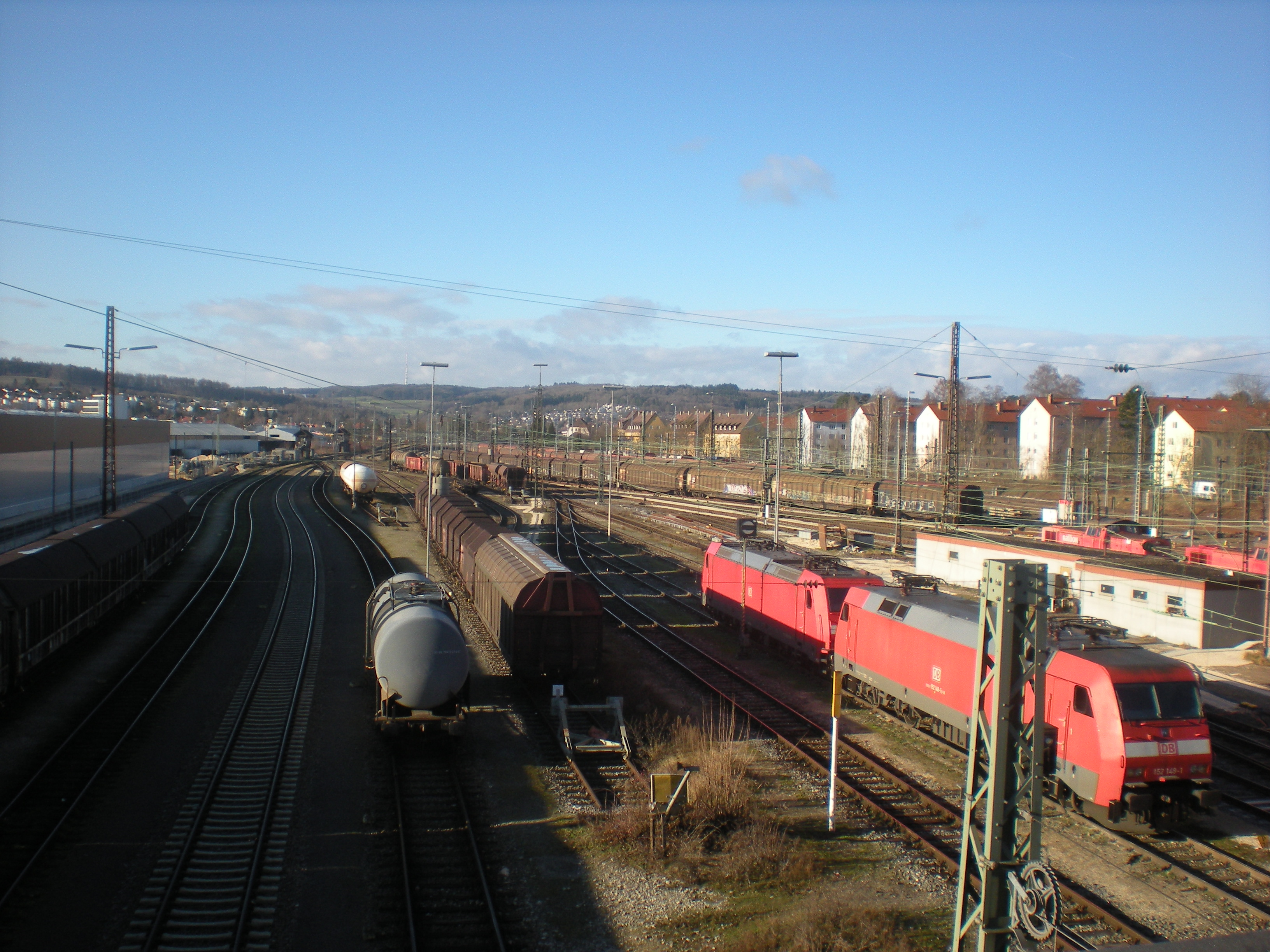
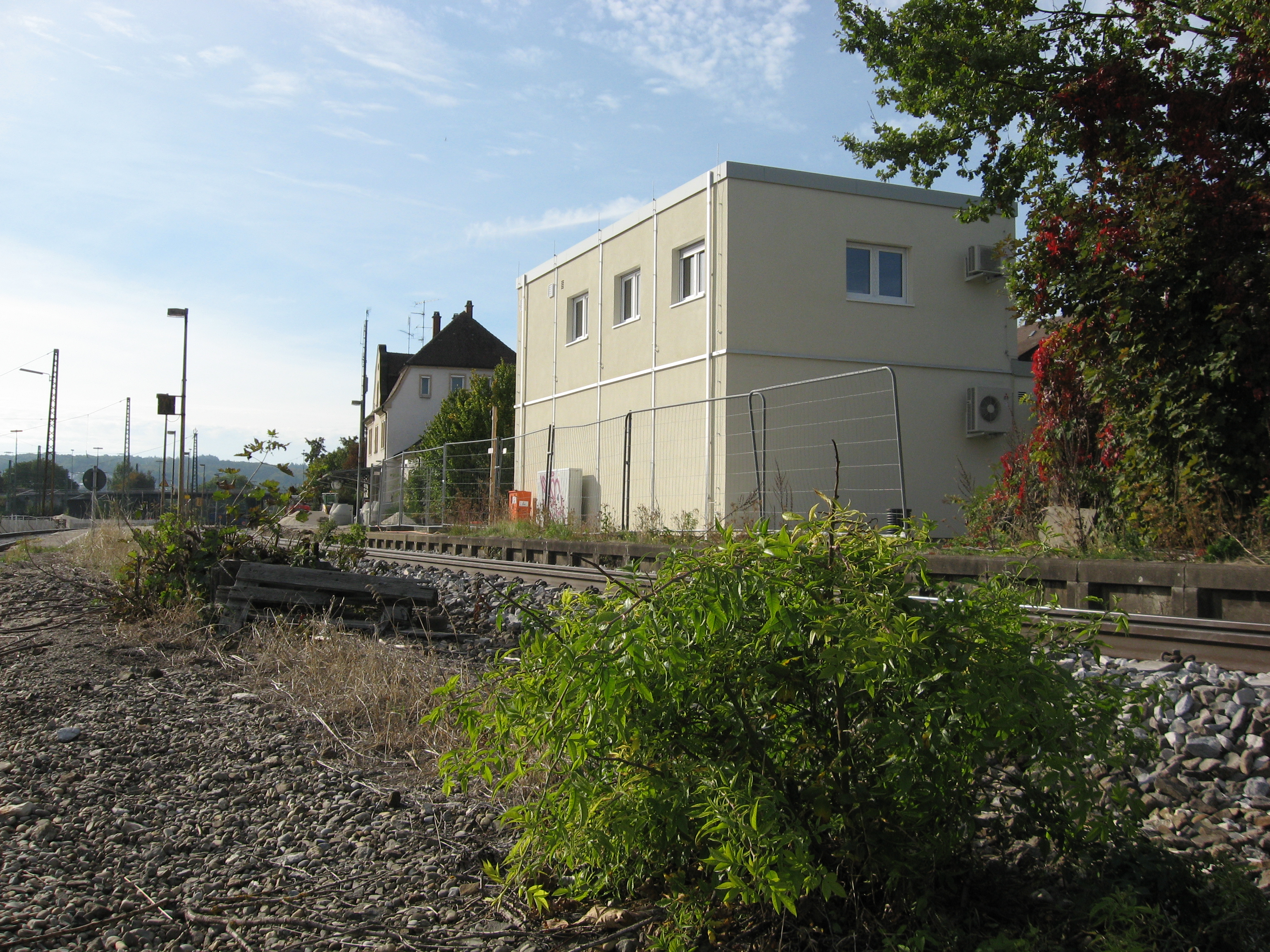